# Drapeau de Madagascar
Le drapeau de Madagascar est le drapeau national et le pavillon national de la République de Madagascar. Il est composé de trois couleurs (blanc, rouge et vert) avec une bande verticale blanche, et deux bandes horizontales rouge et verte. Les couleurs du drapeau reflètent l'unité des peuples qui composent la population du pays.

## Histoire

2:3   Drapeau d'État du Royaume merina entre 1810 et 1896.
2:3   Drapeau du royaume de Madagascar de 1787 à 1896.

### Royaumes malgaches
Les différents royaumes sont progressivement conquis par le Royaume merina : celui de Tamatave est annexé en 1828.

1:1   Drapeau du royaume de Tamatave de 1750 à 1819.
2:3   Drapeau du royaume de Tamatave de 1819 à 1822.
2:3   Drapeau du royaume de Tamatave de 1822 à 1826.
2:3   Drapeau du royaume de Tamatave de 1826 à 1828.
2:3   Drapeau du royaume Antankarana.
2:3   Drapeau du royaume d'Manghabe de 1773 à 1786.
2:3   Drapeau du royaume d'Iboina.
2:3   Drapeau du royaume de Menabe.
2:3   Drapeau du royaume de Tanibe de 1822 à 1828.

### Colonisation française

2:3   Drapeau du protectorat français de Madagascar de 1885 à 1896.
2:3   Drapeau français de la colonie de Madagascar de 1896 à 1958.

### Drapeau actuel
En 1958, un appel à projets dirigé par une commission technique, est lancé depuis Radio Tananarive auprès de la population malgache pour réaliser les futurs symboles de la république naissante. Le 15 octobre, un jour après la proclamation de la République autonome malgache au sein de la Communauté française, la commission sélectionne cinq drapeaux finalistes.
Le second projet créé par Ranaivoson Andrianome, haut fonctionnaire du service de l'architecture et de l'urbanisme, est finalement choisi. Il est présenté officiellement à la population malgache le 21 octobre 1958 par le sénateur de la République Norbert Zafimahova une semaine après la proclamation de la République autonome. Au cours de cette cérémonie, l'hymne national « Ry Tanindrazanay malala ô » composé par Norbert Rahariso (1873 - 1964) pour la musique et par le pasteur Rahajason (1897 - 1971) pour les paroles, est également entonné pour la première fois par les élèves de l’École normale de Madagascar (Mahamasina) en présence de Stanislas Rakotonirina, maire d'Antananarivo.
Depuis la proclamation de la République Malgache en 1958, aucune modification n'a été apportée au cours des différents changements de constitution et de république. Il en est de même pour l'hymne national, seule la devise de la République a été modifiée selon la constitution en vigueur (Il y a eu 4 changements de devise depuis l'indépendance ce qui correspond à quatre Républiques différentes). Le drapeau malgache flotte pour la première fois devant le siège des Nations unies à New York le 20 septembre 1960 (Madagascar recouvre son indépendance le 26 juin 1960) date de son admission au sein de l'organisation.
En dehors des cérémonies à caractère officiel ou non, la majorité des Malgaches arborent avec beaucoup de ferveur la bannière tricolore lors de la fête nationale (26 juin) date de célébration de l'indépendance de l'île.

## Symbole
Initialement, le créateur Ranaivoson Andrianome ne donne pas de signification aux couleurs qu'il place sur le drapeau. Plus tard, le membre du bureau de l’Assemblée nationale constituante et futur ministre de Philibert Tsiranana, Barinia Tsara indique la version suivante : « Le blanc, c’est la pureté, le rouge la souveraineté, le vert, Messieurs, c’est l’espérance ».
À sa divulgation, le drapeau est au début parfois perçu négativement par la population : il rappelait les couleurs de l'ancien Royaume merina (région des Hautes Terres) avec le rouge et le blanc qui domina l'ensemble de l'île dès le XIXe siècle. Par ailleurs, les couleurs reprennent celles du parti politique social-démocrate malgache (PSD).
Actuellement, les sites internet des ministères malgaches reprennent plusieurs versions sur le sens des couleurs : le rouge symboliserait la victoire, la couleur de la terre et des maisons malgaches ou bien le sang du zébu ; le blanc évoquerait les idées de paix et de liberté ; tandis que le vert rappellerait les plantations et les forêts malgaches.

## Variantes

### Ethniques

2:3   Drapeau du peuple Merina depuis 1997

### Drapeaux militaires

2:3 Drapeau du chef d'état-major de l'armée au grade de général de brigade
2:3 Drapeau du chef d'état-major de l'armée au grade de général de division
1:2 Fanion du chef d'état-major de la Force aérienne navale au grade de commodore ou inférieur
1:2 Fanion du chef d'état-major de l'armée de l'air navale au grade de contre-amiral
1:2 Fanion du chef d'état-major de l'armée de l'air navale au grade de vice-amiral
1:2 Pavillon du commandant d'un groupe naval
1:2 Pavillon du commandant d'une base navale
1:20 Flamme de guerre

## Drapeau présidentiel
Le drapeau présidentiel se distingue par le sceau malgache s'ajoutant aux bandes de couleurs traditionnelles avec les initiales de la République de Madagascar.
Jusqu'en 1996, chaque président avait son propre drapeau.

Drapeau présidentiel

### Drapeaux des différents présidents

#### République malgache

2:3  Philibert Tsiranana, 1959
2:3  Philibert Tsiranana, 1959–1972, recto
2:3  Philibert Tsiranana, 1959–1972, verso
2:3  Gabriel Ramanantsoa, 1972–1975, recto
2:3  Gabriel Ramanantsoa, 1972–1975, verso

#### République Démocratique de Madagascar

2:3  Didier Ratsiraka, 1976–1993, recto
2:3  Didier Ratsiraka, 1976–1993, verso

#### Troisième république (Madagascar)

2:3  Albert Zafy, 1993–1996, recto
2:3  Albert Zafy, 1993–1996, verso